# Textwissenschaft. Eine interdisziplinäre Einführung
Die 1980 auf Deutsch (1978 auf Niederländisch in Amsterdam) erschienene Monografie Textwissenschaft. Eine interdisziplinäre Einführung von Teun van Dijk stellt ein neues Fach in einer Zusammenfassung seiner einzelwissenschaftlichen Quellen vor. Im Gegensatz zu einem bis dahin technischen Verständnis des Textverstehens als einem quasi automatisch ablaufenden Prozess betont van Dijk die aktive Rolle des Rezipienten, der den Sinn eines Textes nur dadurch erfassen kann, dass er seine logische Struktur aktiv in eine kognitive Hierarchie von Mikro- und Makrostrukturen übersetzt.

## Übersicht
Textwissenschaft als eigenes Fach rechtfertige sich dadurch, dass zusammenwirkende Strukturen mehrerer bisher getrennt untersuchter Aspekte von Sprache und Texten ihren Aufbau, ihr Verständnis und ihre Produktion in allen schriftlichen und gesprochenen Formen bestimmen. Textwissenschaft integriert daher die Ergebnisse der Sprach- und Literaturwissenschaft, der Psychologie, Soziologie und Anthropologie.
Kern dieses Ansatzes ist die Deutung des Verstehens als eines kognitiven, auf mehreren Ebenen gleichzeitig stattfindenden Prozesses. Mit der Entwicklung einer eigenen Terminologie und der an vielen Beispielen vorgeführten Analysemethoden geht es dem Autor mit diesem Buch nicht nur um „Einsicht in Textstrukturen und die Textverarbeitungen“, sondern um ein „Plädoyer für ‚Bildung‘ innerhalb wie außerhalb der Schule; es will so Beziehungen zwischen Sprachgebrauch / Text und psychologischen und sozialen Problemen, Macht und Ungleichheit bewusstmachen.“

## Basis-Strukturen
Die Produktion sinnvoller sprachlicher Äußerungen setzt die Beachtung grundlegender Strukturen bzw. von Regeln voraus (Phonologie, Lexik, Syntax, Pragmatik …). Abweichungen (Transformationen) von diesen Regeln werden von Sprachbenutzern verwendet, um über den Stil den Ausdruck individueller Vorlieben und durch die Rhetorik eine Optimierung der Texteffizienz zu erreichen. Darüber hinaus muss als Bedingung von Textverständnis durch Überlappungen bei Bedeutungen und Referenten, bei intentionalen und extentionalen Beziehungen, durch die Beachtung einer kausalen, chronologischen, geografischen, kulturellen usw. Ordnung eine kohärente Textbasis geschaffen werden.

## Textverständnis durch Makrostrukturen
Das Ziel allen Textverständnisses, aller Anstrengungen der Sinn-Erarbeitung, ist die Thema-Topic-Comment-Struktur, durch die Sprachbenutzer sich darüber informieren, was das Thema ist (Von was handelt die Satzsequenz?), was das Topic ist (Was ist die bisher bekannte Information?) und was der Comment (Was wird neu ausgesagt, worauf liegt der Fokus?).
In den meisten Fällen werden diese Kerninformationen nicht oder nicht alle explizit formuliert (Das ist jetzt ...Das gehört zu ...), sondern müssen aus der Textbasis schrittweise abgeleitet werden. Bei Texten aus mehreren Sätzen setzt ein Sinnverstehen daher eine vom Sprachbenutzer entwickelte bzw. konstruierte Hierarchie von lokalen oder Mikro- und globaleren oder Makrostrukturen voraus – Mikrostrukturen und Makrostrukturen sind Relationsbegriffe, die den Aufbau eines Textes beschreiben und je nach Ebene wechseln können.
Als eine regelgeleitete kognitive Handlung ist die Konstruktion von Mikro- und Makrostrukturen der Kern eines aktivischen Verstehensmodells. Die allgemeinen Regeln der Makrobildung aus Mikrostrukturen bestehen aus Verfahren des Weglassens von Nebensachen und implizierten Informationen sowie Verfahren des Ersetzens durch Oberbegriffe oder durch Neubildung von Namen für komplexe Zusammenhänge.
Das auf einen gegebenen Text bezogene Verstehen impliziert somit einen kognitiven Umbau des Textes nach bestimmten Regeln, mit denen das Thema als oberste Makrostruktur Schritt für Schritt aus dem Text bzw. seinen Teilstrukturen konstruiert werden kann.  Aus einem gegebenen Text können von Sprachbenutzern verschiedene Makrostrukturen abgeleitet werden und jede ist eine Art der Zusammenfassung – aus einer globalen Makrostruktur lässt sich daher der Basistext nicht (mehr vollständig) rekonstruieren. Ab einem Minimalumfang von Informationen beginnen die Sprachbenutzer im Prozess der Rezeption hypothetische Makrostrukturen zu entwickeln, um über ein transitorisches Textverständnis schließlich das Thema bzw. die globale sprachliche Handlung (Aussage, Frage, Bitte, Befehl etc.) zu erfassen.

## Superstrukturen überformen Makrostrukturen
In konventionalisierten Handlungen oder Sprechakten wird der Aufbau bzw. die Reihenfolge von Makrostrukturen oft institutionell geregelt: z. B. in Ritualen und Formularen, in Nachrichten, in Tagesordnungen und Verträgen, vor Gericht usw. Institutionell werden somit Superstrukturen vorgegeben, Schemata notwendig verpflichtender, aber auch optionaler Stellen bzw. Kategorien für bestimmte Formen der sozialen Kommunikation, die je nach Situation mehr oder weniger auszufüllen sind. Die Hauptkategorien einer Erzählung sind z. B. Rahmen, Handlungsträger, Komplikation, Auflösung, Evaluation; bei einer Argumentation die Kategorien Prämissen – mit Berechtigungen, Unterstützung und Rahmen – sowie Schlussfolgerung und Ratschlag oder bei einer wissenschaftlichen Abhandlung Kategorien wie z. B. Problem, Prämissen, Beobachtungen, Lösung usw.
Mit einem umfangreichen Wissensrahmen kann ein Leser / Hörer auch ein Schema mit nicht gefüllten Kategorien verstehen bzw. diese Leerstellen selbständig füllen und deuten. Diese Verknüpfungen können wegen des Relevanzwertes einer Information, aber auffällige Details auch wegen ihres Unerwartetheitswert leichter behalten werden.

## Soziale Interaktionen nutzen Superstrukturen
In der Reproduktion oder Neu-Produktion von Texten werden Informationen auf verschiedene Weise durch Auslassen, Hinzufügen, Umstellen und Ersetzen transformiert, wobei diese Operationen nach ihrem strukturellen, kognitiven und affektiven Relevanzwert ausgewählt werden. Der Wissensrahmen, die Makrostrukturen, die am besten erinnert werden, und die fallbezogenen Superstrukturen bilden dafür wichtige Orientierungen.
Texte werden als sprachliche Handlungen auf mehreren Ebenen gleichzeitig verstanden, die trotz der großen Komplexität parallel verarbeitet werden müssen. Längere Satzgefüge werden hierzu intuitiv in Tatsachenschemata analog zur Topic-Comment-Struktur zerlegt, deren Kategorien den grammatischen Satzgliedern ähnlich sind (Subjekt, Objekt, Prädikat, Umstandsbestimmungen etc.) und damit auf eine überindividuelle, anthropologische Semantik der Weltorientierung verweisen.
Texte in Dialogen verlangen von den Beteiligten 1. ein gemeinsames Rahmenverständnis der Teilnehmer und ihrer Rollen, 2. die Auswahl aus den Kategorien der semantischen Strukturen, 3. die Einsicht in das Zusammenspiel von Mikro- und Makrohandlungen, 4. den strategischen Einsatz von Turns (paarweise konnex und linear kohärent) und von Gesprächsübergaben. Texte in Interaktionen sind Dialogtexte, mit denen die Sprachbenutzer gleichzeitig auf verschiedenen Ebenen wirksam werden, die mit der Textstrukturanalyse untersucht und der Textstrukturtheorie beschrieben werden können.